# Sepp Mayerl
Sepp Mayerl, también conocido como Blasl Sepp (14 de abril de 1937 - 28 de julio de 2012) fue un alpinista austríaco.
Sepp Mayerl nació el 14 de abril de 1937, en Lienz, Tirol, como menor de siete hermanos, en una familia de agricultores en el pueblo tirolés de Göriach cerca de Dölsach. Es famoso por hacer el primer ascenso al Lhotse Shar - una cumbre subsidiaria del Lhotse - en mayo de 1970 junto con su amigo Rolf Walter y para la primera escalada al Monte Jitchu Drake en mayo de 1983 con Werner Sucher, Albert Egger, Alois Stuckler y Toni Ponholzer.
Mayerl murió a causa de una caída en los Dolomitas de Lienz el 28 de julio de 2012, mientras ascendía la cresta norte de la Adlerwand.